# Marek Szlezer
Marek Szlezer   (Cracòvia, 1981) és un pianista i pedagog musical polonès.

## Biografia
Graduat a l'Acadèmia de Música de Cracòvia a la classe de piano del profesora Ewa Bukojemska (2004, diploma amb distinció). Els anys 1994-2000 va estudiar a "l'École Normale de Musique" de Paris "A. Cortot" de França a la classe de piano del profesor Marcelli Crudeli va acabar rebent el "Diploma Superieure de Concertiste". Va assistir a la classe d'interpretació de les obres de cambra de Krzysztof Penderecki, preparant peces sota la supervisió del compositor a l'acadèmia de Cracòvia. Els anys 2004–2005 va completar estudis de postgrau a la "Chapelle Musicale Reine Elisabeth" de Brussel·les amb Abdel Rahman El-Bacha, obtenint el títol de "Mestre de Màsters".
El 2015 va rebre un títol post-doctoral a l'Acadèmia de Música de Cracòvia, on imparteix la seva pròpia classe de piano.
Als 12 anys va rebre el gran premi al 4t Concurs Internacional de Piano de Roma. És guardonat amb moltes competicions nacionals i internacionals significatives. Ha estat guardonat moltes vegades per les seves interpretacions de les obres de Fryderyk Chopin (inclòs l'honor de tocar un recital al piano original del compositor). Se centra en les obres per a piano de compositors polonesos. Gràcies a la seva iniciativa, n'hi va haver, entre d'altres per a l'edició i estrena del Concert per a piano per a mà esquerra d'Aleksander Tansman i obres de Jadwiga Sarnecka. És autor d'arranjaments per a les seves obres de piano per a "PWM Edition". També és autor d'altres arranjaments d'obres per a piano de compositors polonesos publicats per "Polskie Wydawnictwo Muzyczne" i l'editorial Eufonium, així com llibres i articles sobre música polonesa.
Ha publicat molts CD, incl. per a empreses "DUX, EMI, Amadeus" i "Moderato Classics" amb música de cambra i en solitari, recollint crítiques favorables en revistes i revistes de prestigi (inclosos "Gramophone", "Kulturspiegel", "The Strad", "Pizzicato", "Fanfare" o American Record's Guide).
Des del 2001 actua amb el violoncel·lista Jan Kalinowski al conjunt Cracow Duo.
És membre de l'Acadèmia Fonogràfica Polonesa i de la "Society of Ferenc Liszt".
Probé d'una família de músics, el seu avi era Zbigniew Szlezer i, el seu pare és Mieczysław Szlezer, tots de categoria mostrada.

## Discografia
Àlbums d'autor i coautor

- 2018: Polish Music Experience (Warner Music Poland, juntament amb Sinfonietta Cracovia, dirigida per Jurek Dybał)
- 2018: Karol Szymanowski: Piano Music (DUX)
- 2016: Memòries (DUX, amb Jan Kalinowski)
- 2015: Krzysztof Meyer: Piano Works vol.2 (DUX)
- 2014: Krzysztof Penderecki: Chamber Works Vol. I (DUX, juntament amb Maria Machowska, Artur Rozmysłowicz, Jan Kalinowski, Tadeusz Tomaszewski, Roman Widaszek)
- 2014: Dedicacions / Kalinowski i Szlezer / (DUX, amb Jan Kalinowski)
- 2013: Krzysztof Meyer: Piano Works vol.1 (DUX)
- 2010: Fryderyk Chopin (DUX)
- 2010: Fryderyk Chopin - The Complete Chamber Works (DUX, amb Bartłomiej Nizioł i Jan Kalinowski)
- 2009: Jadwiga Sarnecka: obres per a piano sol (DUX)
- 2009: Tansman: obres per a violoncel i piano (DUX, amb Jan Kalinowski)
- 1997: Le 21 Danze Ungheresi di Brahms (CNT05)
- 1995: Recital al Teatre Marcello (Moderato Classics)

Altres àlbums
- 2015: Cançó de la vida real (DUX, aparició com a convidat)
- 2013: Baczyński (música i poesia de la pel·lícula) (EMI Music Poland)
- 2006: Música i temps (Acadèmia de Música de Cracòvia)